# دنیل والاس
دنیل والاس (انگلیسی: Daniel Wallace؛ زادهٔ ۱۴ آوریل ۱۹۹۳) یک شناگر اهل بریتانیا است.
از افتخارات وی میتوان به کسب مدال طلا ۴×۲۰۰ متر آزاد امدادی در مسابقات جهانی ورزش‌های آبی ۲۰۱۵ اشاره کرد.